# Плеврис, Атанасиос
Атанасиос «Танос» Плеврис (греч. Αθανάσιος "Θάνος" Πλεύρης; род. 21 мая 1977 года, Афины) — греческий политик, депутат парламента Греции и министр миграции и убежища Греции. Бывший депутат Европейского парламента от Греции и министр здравоохранения в первом кабинете Кириакоса Мицотакиса (2021—2023). Плевриса часто называют радикальным правым и исламофобским голосом в греческой политике. Сын писателя крайне правых взглядов Константиноса Плевриса.

## Биография
Изучал медицинское право в Гейдельбергском университете и уголовное право в Афинском университете. В качестве адвоката представлял интересы 8 полицейских, обвинявшихся в жестоком обращении с Заком Костопулосом. Свою военную службу закончил сержантом 32-й бригады морской пехоты.

### Политическая карьера
Впервые избран в парламент Греции от ультраконсервативной партии «Народный православный призыв» на парламентских выборах 2007 года. Впоследствии был избран в Европейский парламент в июне 2009 года, вернулся в национальный парламент по итогам выборов, состоявшихся в октябре того же года. Когда «Народный православный призыв» не смог преодолеть избирательный порог в 3 % на выборах в мае 2012 года, Плеврис присоединился к «Новой демократии».
После избрания в городской совет Афин в мае 2014 года в ноябре 2014 года в третий раз приведён к присяге в качестве депутата парламента, заменив Димитриса Аврамопулоса, который отказался от своего места ради работы в Европейской комиссии. Плеврис не был переизбран на выборах в январе и сентябре 2015 года, но вернулся в законодательный орган по итогам парламентских выборов 2019 года. В 2021—2023 годах занимал пост министра здравоохранения в кабинете Кириакоса Мицотакиса. Отличающийся мигрантофобными высказываниями политик был назначен министром по делам миграции и предоставления убежища в июне 2025 года.

## Скандалы
Широко известен как ультраправая фигура в греческой политике, а некоторые его взгляды называют расистскими. В 1990-х годах, во время учёбы, участвовал в националистических протестах и по меньшей мере один раз был запечатлён на камеру сжигающим турецкие флаги вместе со сторонниками неонацистской партии «Золотая заря». В качестве средства сдерживания нелегальной иммиграции предложил лишить иммигрантов доступа к еде, воде и медицинскому обслуживанию, чтобы сделать их условия жизни в Греции менее привлекательными, чем на родине.

### Антисемитизм
Отец Плевриса Константинос был признан в 2007 году виновным в разжигании расовой ненависти, однако апелляционный суд отменил это решение, хотя и признал, что подсудимый отрицал Холокост. В своей скандальной книге «Евреи: вся правда» он с гордостью представлял себя «нацистом, фашистом, расистом, антидемократом, антисемитом». Представляя своего отца в суде в 2019 году, Атанасиос утверждал, что публичное желание Константиноса Плевриса увидеть возвращение нацистов и открытие концентрационных лагерей Освенцима не должно считаться разжиганием ненависти или подстрекательством в соответствии с греческим законодательством. 
После того, как в 2021 году Атанасиос Плеврис стал министром здравоохранения, некоторые из ранее сделанных им комментариев и заявлений всплыли вновь, что вызвало резкую реакцию со стороны Центрального совета еврейских общин Греции. В опубликованном заявлении они выразили обеспокоенность по поводу назначения Плевриса министром здравоохранения в результате перестановок в кабинете министров. Позже политик извинился и заявил о своём «абсолютном уважении» к жертвам Холокоста и неприятии антисемитизма.

### Прививки
В июле 2021 года опубликовал обзорную статью, в которой выразил противоречивые мнения по поводу обязательных прививок. После назначения министром здравоохранения некоторые комментарии Плевриса о научных подходах и стратегиях вакцинации всплыли на поверхность и были названы «антиваксерскими».